# Zasada abstrakcji
Zasada abstrakcji, zasada identyfikacji elementów równoważnych – twierdzenie matematyczne mówiące, że dowolnemu rozbiciu zbioru odpowiada pewna relacja równoważności, a każda relacja równoważności ustanawia pewne rozbicie zbioru.

## Twierdzenie
Jeśli {\displaystyle A} jest niepustym zbiorem i {\displaystyle {\mathcal {R}}} jest relacją równoważności w tym zbiorze, to rodzina podzbiorów {\displaystyle \Pi =\{A_{x}:x\in A\}} określona następująco
{\displaystyle A_{x}=\{y\in A:y{\mathcal {R}}x\}}
jest rozbiciem zbioru {\displaystyle A}, czyli ustala podział zbioru {\displaystyle A} na niepuste i rozłączne podzbiory. 
Zbiory należące do rodziny {\displaystyle \Pi } nazywane są klasami abstrakcji relacji {\displaystyle {\mathcal {R}}}.

### Dowód[2]
Ponieważ relacja równoważności {\displaystyle {\mathcal {R}}} jest zwrotna, dla każdego {\displaystyle x\in A} zachodzi {\displaystyle x\in A_{x}.} Stąd każdy element zbioru {\displaystyle A} należy do pewnego zbioru z rodziny {\displaystyle \Pi } i żaden z tych zbiorów nie jest pusty. Ponadto, jeśli pewne dwa zbiory {\displaystyle A_{x}} i {\displaystyle A_{y}} nie są rozłączne, to istnieje {\displaystyle z\in A_{x}\cap A_{y},} które spełnia {\displaystyle x{\mathcal {R}}z\wedge z{\mathcal {R}}y.} Wtedy z przechodniości relacji {\displaystyle {\mathcal {R}}} wynika, że {\displaystyle x{\mathcal {R}}y,} czyli dla każdego {\displaystyle z} takiego, że {\displaystyle z{\mathcal {R}}x} zachodzi również {\displaystyle z{\mathcal {R}}y} (z przechodniości). Wobec tego {\displaystyle A_{x}\subseteq A_{y}.} Analogicznie można wykazać, że {\displaystyle A_{y}\subseteq A_{x},} zatem {\displaystyle A_{x}=A_{y}.}

## Twierdzenie odwrotne
Jeśli {\displaystyle A} jest zbiorem niepustym i {\displaystyle \Pi =\{A_{x}:x\in A\}} jest jego rozbiciem, to relacja {\displaystyle {\mathcal {R}}} określona w zbiorze {\displaystyle A} wzorem
{\displaystyle x{\mathcal {R}}y\quad \Longleftrightarrow \quad \exists _{t\in A}\;x,y\in A_{t}}
jest relacją równoważności.

### Dowód
Jeśli {\displaystyle x\in A,} to ponieważ {\displaystyle A=\bigcup _{t\in T},} to dla pewnego {\displaystyle t} {\displaystyle x\in A_{t},} a stąd wynika, że {\displaystyle x{\mathcal {R}}x.}
Jeśli {\displaystyle x,y\in A,} to {\displaystyle x{\mathcal {R}}y\Rightarrow y{\mathcal {R}}x.} Wynika to z oczywistej implikacji: {\displaystyle x,y\in A_{t}\Rightarrow y,x\in A_{t}.}
Niech {\displaystyle x{\mathcal {R}}y\wedge y{\mathcal {R}}z.} Istnieją {\displaystyle i,j\in T,} dla których {\displaystyle x,y\in A_{i}\wedge y,z\in A_{j}.} Jednak w tym wypadku {\displaystyle A_{i}\cap A_{j}\neq \emptyset ,} ponieważ {\displaystyle y\in A_{i}\cap A_{j},} skąd {\displaystyle A_{i}=A_{j},} a więc {\displaystyle x{\mathcal {R}}z}.

## Zastosowania
Z zasady abstrakcji często korzysta się w matematyce wtedy, gdy występuje potrzeba zdefiniowania nowych typów obiektów.

### Konstrukcja liczb całkowitych[2]
W zbiorze {\displaystyle \mathbb {N} \times \mathbb {N} } można wprowadzić taką relację równoważności {\displaystyle \approx ,} że 
|  |  | {\displaystyle (a,b)\approx (c,d)\quad \Longleftrightarrow \quad a+d=c+b}. |

Łatwo sprawdzić, że tak zdefiniowana relacja jest zwrotna i symetryczna. Ponadto jest ona przechodnia, ponieważ z równości
|  |  | {\displaystyle {\begin{aligned}a+d&=c+b\\c+f&=e+d\end{aligned}}} |

wynika {\displaystyle (a+d)+(c+f)=(c+b)+(e+d),} co daje {\displaystyle a+f=e+b,} czyli {\displaystyle (a,b)\approx (e,f).}
Na mocy zasady abstrakcji relacja {\displaystyle \approx } dzieli zbiór {\displaystyle \mathbb {N} \times \mathbb {N} } na niepuste i rozłączne zbiory nazywane klasami abstrakcji. Zbiór liczb całkowitych {\displaystyle \mathbb {Z} } można zdefiniować jako zbiór tych właśnie klas abstrakcji. Klasa abstrakcji, do której należą {\displaystyle (0,0)}, {\displaystyle (1,1)}, {\displaystyle (2,2)} etc. wyznacza liczbę całkowitą {\displaystyle 0.} Klasy, do których należą pary {\displaystyle (n,n+k)} dla {\displaystyle n,k\in \mathbb {N} } i {\displaystyle k>0} wyznaczają liczby ujemne {\displaystyle -k.}
Na tak określonych klasach abstrakcji określa się działania
|  |  | {\displaystyle {\begin{aligned}\left[(a,b)\right]+[(c,d)]&=[(a+c,b+d)]\\\left[(a,b)\right]\cdot [(c,d)]&=[(ac+bd,ad+bc)]\end{aligned}}} |

i dowodzi się, że ich wyniki nie zależą od wyboru reprezentantów klas abstrakcji oraz, że tak określone działania mają odpowiednie własności.